# Partidul Comunist din Țările de Jos
Partidul Comunist din Țările de Jos (în neerlandeză Communistische Partij van Nederland) a fost înființat în anul 1909. Formațiunea a fost desființată în anul 1991.